# Рубен Торрес (тенісист)
Рубен Торрес (ісп. Rubén Torres; нар. 23 лютого 1981) — колишній колумбійський тенісист.
Найвищу одиночну позицію світового рейтингу — 627 місце досяг 14 травня 2007, парну — 549 місце — 5 лютого 2007 року.

## Титули ITF Ф'ючерс

### Парний розряд: (3)
| Ранг | Дата     | Турнір                 | Покриття | Партнер            | Суперники                       | Рахунок       |
| ---- | -------- | ---------------------- | -------- | ------------------ | ------------------------------- | ------------- |
| 1.   | Жов 2000 | Колумбія F1, Богота    | Ґрунт    | Джованні Лапентті  | Ґуставо Маркассіо Патрісіо Руді | 7–5, 2–0 ret. |
| 2.   | Січ 2005 | Колумбія F1, Картахена | Тверде   | Шуон Мадден        | Себастьян Декуд Пабло Гонсалес  | 7–5, 6–4      |
| 3.   | Чер 2006 | Таїланд F1, Бангкок    | Тверде   | Ізак ван дер Мерве | Лестер Кук Роб Стеклі           | 6–4, 6–3      |